# Magyarország az 1974-es fedett pályás atlétikai Európa-bajnokságon
Magyarország a svédországi Göteborgban megrendezett 1974-es fedett pályás atlétikai Európa-bajnokság egyik részt vevő nemzete volt. Az ország a versenyen 7 sportolóval képviseltette magát.

## Érmesek
| Érem  | Versenyző     | Versenyszám | Dátum       |
| ----- | ------------- | ----------- | ----------- |
| Ezüst | Major István  | Magasugrás  | március 9.  |
| Ezüst | Zsinka András | 800 m       | március 10. |

## Eredmények

### Férfi
| Versenyző     | Versenyszám | Előfutam | Előfutam | Előfutam | Elődöntő | Elődöntő | Elődöntő | Döntő   | Döntő    |
| Versenyző     | Versenyszám | Idő      | Hely.    | Össz.    | Idő      | Hely.    | Össz.    | Idő     | Helyezés |
| ------------- | ----------- | -------- | -------- | -------- | -------- | -------- | -------- | ------- | -------- |
| Gresa Lajos   | 60 m        | 6,82     | 3.       | 12.      | 6,68     | 4.       | 6.       | 6,71    | 7.       |
| Lépold Endre  | 60 m        | 6,91     | 5.       | 20.      | kiesett  | kiesett  | kiesett  | kiesett | kiesett  |
| Zsinka András | 800 m       | 1:49,77  | 1.       | 3.       |          |          |          | 1:48,50 |          |

| Versenyző     | Versenyszám | Selejtező | Selejtező | Döntő    | Döntő    |
| Versenyző     | Versenyszám | Eredmény  | Helyezés  | Eredmény | Helyezés |
| ------------- | ----------- | --------- | --------- | -------- | -------- |
| Major István  | Magasugrás  |           |           | 220 cm   |          |
| Kelemen Endre | Magasugrás  |           |           | 210 cm   | 16.      |

### Női
| Versenyző        | Versenyszám | Előfutam | Előfutam | Előfutam | Elődöntő | Elődöntő | Elődöntő | Döntő | Döntő    |
| Versenyző        | Versenyszám | Idő      | Hely.    | Össz.    | Idő      | Hely.    | Össz.    | Idő   | Helyezés |
| ---------------- | ----------- | -------- | -------- | -------- | -------- | -------- | -------- | ----- | -------- |
| Bruzsenyák Ilona | 60 m gát    | 8,35     | 3.       | 7.       | 8,31     | 4.       | 9.       | 8,39  | 6.       |

| Versenyző    | Versenyszám | Selejtező | Selejtező | Döntő    | Döntő    |
| Versenyző    | Versenyszám | Eredmény  | Helyezés  | Eredmény | Helyezés |
| ------------ | ----------- | --------- | --------- | -------- | -------- |
| Bognár Judit | Súlylökés   |           |           | 17,82 m  | 8.       |